# Ivanhoe (nome)
Ivanhoe  è un nome proprio di persona italiano maschile.

## Varianti
- Maschili: Ivanoe[1][2][3], Ivaonè[3]

## Origine e diffusione

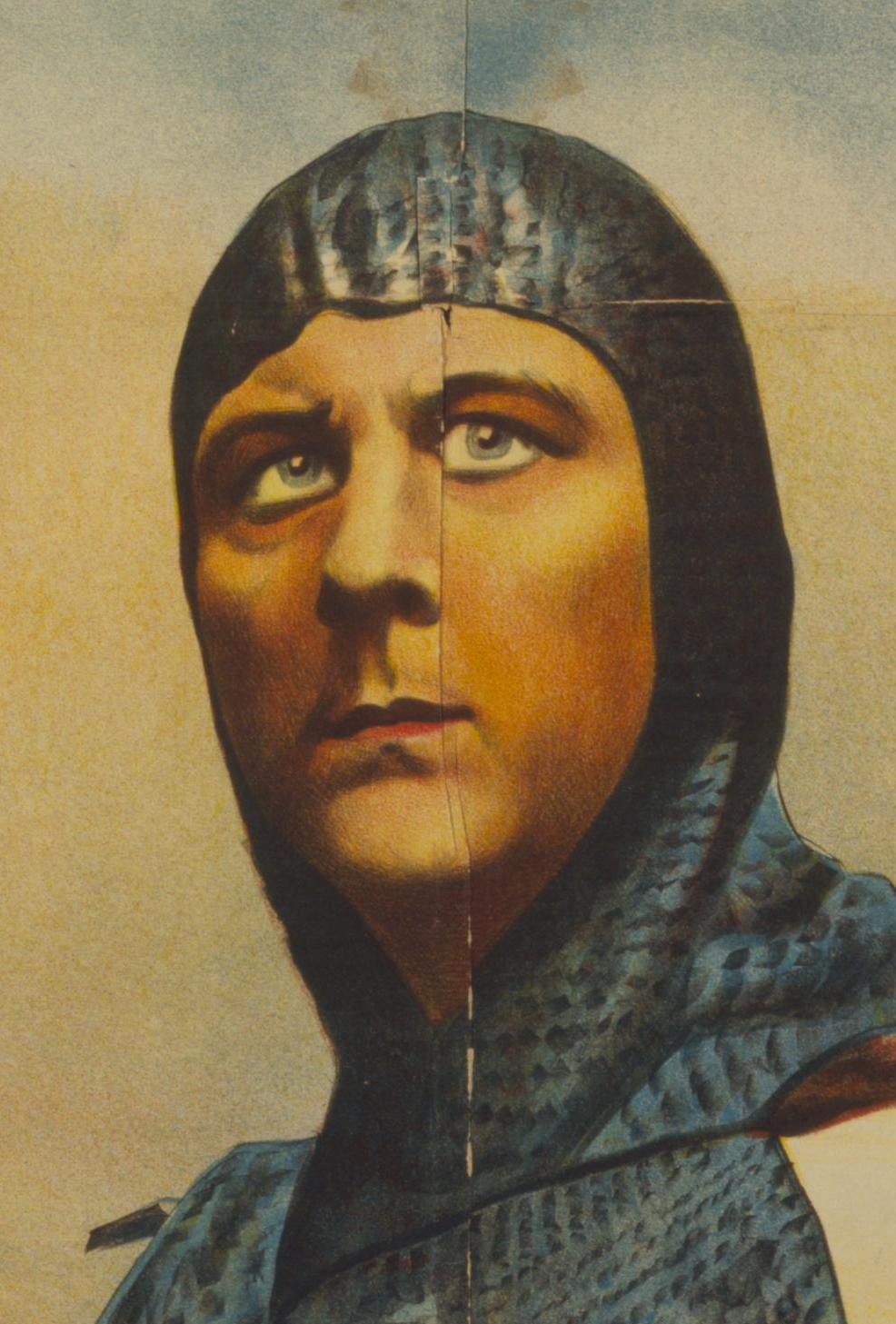
Una locandina del film del 1913 Ivanhoe, con l'attore King Baggot nei panni di Wilfred di Ivanhoe.

La diffusione di Ivanhoe come nome proprio di persona è dovuta al successo dell'opera di sir Walter Scott del 1819 Ivanhoe (che popolarizzò anche i nomi Cedric e Rowena), dove è il predicato del protagonista, Wilfred di Ivanhoe. Scott lo trasse da una vecchia filastrocca che recita:
Essa fa riferimento alla leggenda secondo la quale Edoardo il Principe Nero si trovava con suo padre presso la Hampden House di Great Hampden (Buckinghamshire), giocando a tennis con uno degli ospiti, il quale, dopo un litigio, lo colpì; furiosi, i reali lasciarono la casa e l'ospite fu costretto a cedere alcune sue residenze al principe per scusarsi. La filastrocca localizza le tre residenze a Tring, Wing e Ivinghoe, il cui nome viene alterato in "Ivanhoe" (in alcune versioni della filastrocca si trova Ivanhoe, in altre Ivinghoe), tre cittadine situate la prima nell'Hertfordshire e le altre nel Buckinghamshire, che comunque in realtà non furono mai in possesso degli Hampden.
Il toponimo di Ivinghoe, anticamente Evinghehou, ha origine anglosassone: è una combinazione di Ifa (un nome maschile inglese antico), inga ("della gente") e hōh ("cresta rocciosa", "crinale", "sperone roccioso"), e significa quindi "crinale della gente di Ifa". Spesso, tuttavia, probabilmente a causa della somiglianza fonetica, Ivanhoe viene accostato erroneamente a Ivo, Ivan o altri nomi analoghi.
In Italia, il nome è attestato per oltre metà dei casi in Lombardia ed Emilia-Romagna, e per il resto disperso nel Nord, ma la diffusione è scarsa; è registrato con diverse pronunce: Ivànoe, Ivanòe e Ivanoè.

## Onomastico
Il nome è adespota, cioè non è portato da alcun santo. L'onomastico ricorre quindi il 1º novembre, in occasione di Ognissanti.

## Persone

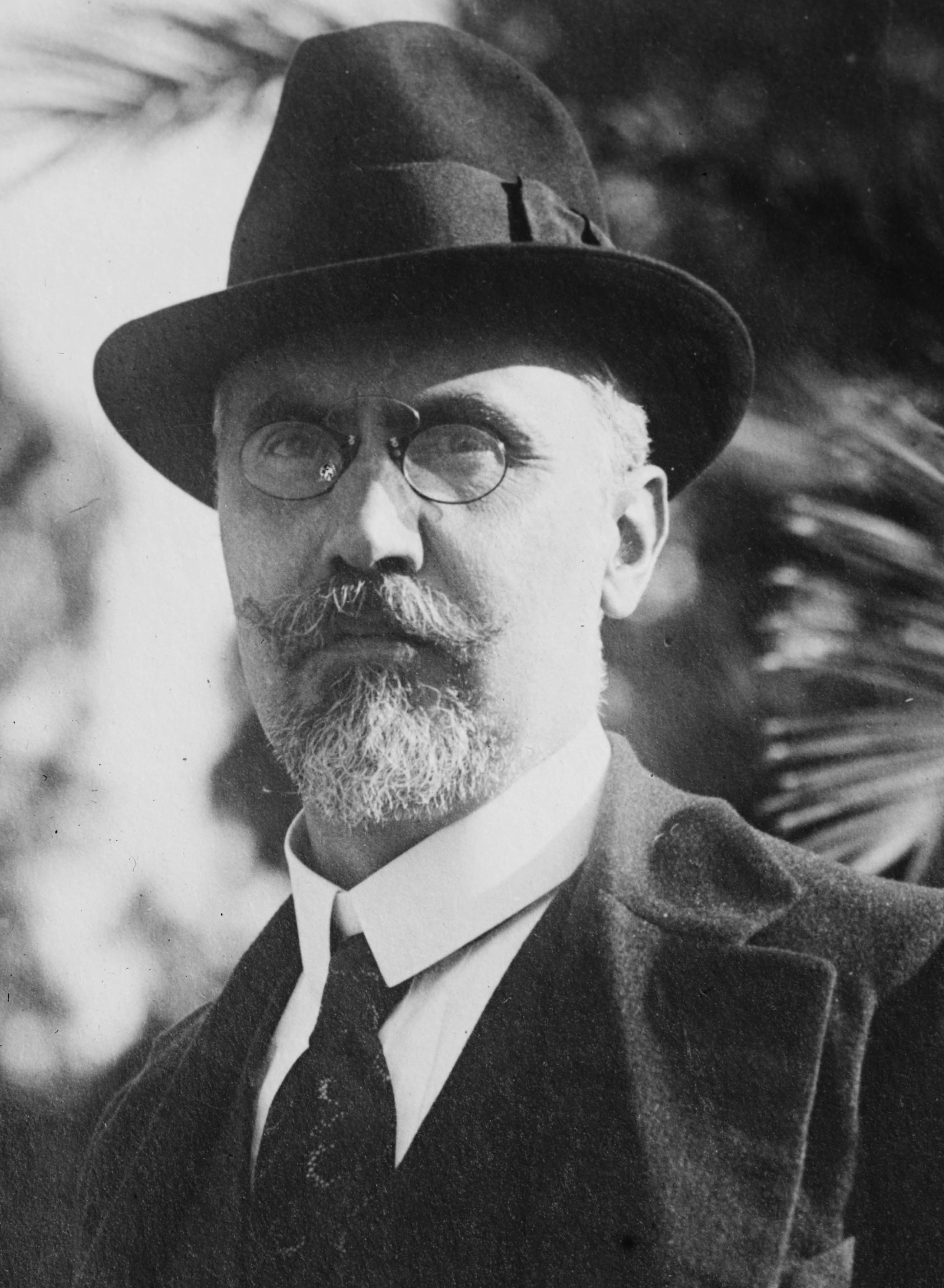
Ivanoe Bonomi

- Ivanhoe Gambini, architetto italiano
- Ivanhoe Lo Bello, imprenditore e banchiere italiano

### Variante Ivanoe
- Ivanoe Bonomi, avvocato, giornalista e politico italiano
- Ivanoe Fraizzoli, imprenditore e dirigente sportivo italiano
- Ivanoe Lanzara, calciatore e allenatore di calcio italiano
- Ivanoe Nolli, calciatore italiano
- Ivanoe Sacchetti, calciatore italiano